# Cyathula braunii
Cyathula braunii är en amarantväxtart som beskrevs av Ernest Friedrich Gilg och Schinz. Cyathula braunii ingår i släktet Cyathula, och familjen amarantväxter. Inga underarter finns listade i Catalogue of Life.